# Orthopyxis everta
Orthopyxis everta is een hydroïdpoliep uit de familie Campanulariidae. De poliep komt uit het geslacht Orthopyxis. Orthopyxis everta werd in 1876 voor het eerst wetenschappelijk beschreven door Clark. 